# 佐藤錬
佐藤 鍊（さとう れん、1951年7月15日 - ）は、日本の政治家、自由民主党の元衆議院議員（2期）。大分県宇佐市（旧院内町）出身。
2005年の第44回衆議院議員総選挙では、郵政国会で反対票を投じた自民党前職の衛藤晟一に代わって、党執行部より自民党公認を得て大分1区より出馬。同選挙区では民主党の吉良州司が当選。無所属で立候補した衛藤にも及ばず得票では3位に終わるも比例区（九州ブロック）で復活当選。その後、衛藤にかわり自民党の衆議院大分県第一選挙区の支部長に就任。2006年5月脳梗塞で倒れ、2007年8月に、次期衆議院選挙について、不出馬を表明した。日韓議員連盟所属。

## 経歴
- 1970年 大分県立中津北高等学校卒業
- 1974年 明治大学法学部卒業
- 1974年 衆議院議員江﨑真澄秘書（～1985年）
- 1987年 中津市長選に出馬するが落選
- 1991年 大分県議会議員選挙に出馬し初当選。連続3期当選
- 1999年 自民党大分県連青年局長
- 2000年 第42回衆議院議員総選挙に出馬するが落選（旧大分4区）
- 2001年 大分県少林寺拳法連盟会長に就任
- 2002年 自由民主党大分県衆議院比例区第一支部長
- 2003年 第43回衆議院議員総選挙で初当選（比例単独）
- 2005年 第44回衆議院議員総選挙にて再選
- 2009年 衆議院解散に伴い引退

## その他
- 日中国会議員書画展へ書画を提供している[2]。